# Confine tra Grecia e Italia
Il confine tra la Grecia e l'Italia è interamente marittimo e si estende sul Mar Ionio. I due paesi hanno siglato due trattati di delimitazione, nel 1977 e nel 2020 per stabilire un reciproco confine marittimo nella piattaforma continentale e i rispettivi diritti di pesca e di risorse nelle zone marittime.

## Storia
Durante la seconda guerra mondiale, dal 1939 al 1943, con l'invasione italiana dell'Albania che portò alla sua annessione, è esistito un confine terrestre lungo 256 chilometri tra la Grecia e l'allora Regno d'Italia. Il suo tracciato seguiva una linea che andava dal sud della città albanese Korçë alle rive del Mar Ionio di fronte all'isola di Corfù. Questo confine fu il luogo della campagna italiana di Grecia.
Il 24 maggio 1977 i due paesi hanno firmato ad Atene un accordo di delimitazione sul loro reciproco confine marittimo nella piattaforma continentale. Dopo la ratifica, il trattato è entrato in vigore il 12 novembre 1980.

## Descrizione
Il segmento settentrionale separa il canale d'Otranto tra le Isole Ionie (Corfù e Fanò) dalla penisola salentina poi scende a delimitare l'area marittima calabrese dall'area del Peloponneso. Il punto sud è un triplice punto con la Libia nel mezzo del Mar Mediterraneo.
Il primo trattato definisce con precisione il limite fissato in sedici punti di singole coordinate:
- Punto 1 :39° 57.7' N , 18° 57.5' E ;
- Punto 2 :39° 52.4' N , 18° 56.1' E ;
- Punto 3 :39° 49.0' N , 18° 54.9' E ;
- Punto 4 :39° 17.3' N , 18° 55.6' E ;
- Punto 5 :39° 02.0' N , 18° 54.0' E ;
- Punto 6 :38° 30.0' N , 18° 43.9' E ;
- Punto 7 :37° 52.0' N , 18° 28.6' E ;
- Punto 8 :37° 21.3' N , 18° 17.0' E ;
- Punto 9 :36° 59.5' N , 18° 19.1' E ;
- Punto 10 :36° 54.4' N , 18° 19.2' E ;
- Punto 11 :36° 45.0' N , 18° 18.6' E ;
- Punto 12 :36° 26.5' N , 18° 18.0' E ;
- Punto 13 :36° 24.1' N , 18° 17.7' E ;
- Punto 14 :36° 11.0' N , 18° 15.7' E ;
- Punto 15 :36° 09.0' N , 18° 15.7' E ;
- Punto 16 :35° 34.2' N , 18° 20.7' E.

## Trattato del 2020
Il 9 giugno 2020 Italia e Grecia hanno sottoscritto un secondo accordo sulle rispettive zone marittime insieme a due ulteriori documenti che riguardano sia le risorse del Mediterraneo che la tutela dei diritti italiani di pesca nelle acque della Grecia.